# پوئنته خنیل
پوئنته خنیل (به اسپانیایی: Puente Genil) یک دهستان در اسپانیا است که در استان کوردوبا (اسپانیا) واقع شده‌است. پوئنته خنیل ۱۷۱٫۰۵ کیلومتر مربع مساحت و ۳۰٬۰۳۳ نفر جمعیت دارد و ۲۱۶ متر بالاتر از سطح دریا واقع شده‌است.